# Xu Ben
Xu Ben ou Hsü Pên, Siu Pen, Xu Fen, surnom: Youwen, nom de pinceau: Beiguosheng est un peintre chinois du XIVe siècle. Il est originaire de la province de Sichuan et actif à Suzhou, (ville de la province du Jiangsu à l'est de la Chine), dans la seconde moitié du XIVe siècle. Il est né en 1335 et mort en 1380.

## Biographie
En 1374, Xu Ben est appelé à la cour par l'empereur Ming Hongwu et nommé gouverneur de la province du Henan, mais victime d'un complot, il meurt en prison. Poète, calligraphe et peintre, il est classé parmi les Dix Talents de Suzhou au début de la dynastie Ming; il suit dans ses paysages le style des maîtres Yuan, particulièrement de Wang Meng et Ni Zan.

## Les artistes de l'École de Wu
Pendant les années où l'empereur Taizu combat pour le trône et, plus tard, quand son fils l'empereur Chengzu s'efforce de consolider son pouvoir, Suzhou et ses alentours restent sous le contrôle de leurs adversaires. Après la guerre, les représailles exercées par le pouvoir entraînent une longue dépression économiques, et les lettrés locaux souffrent de persécutions politiques. À Suzhou, Gao Qi (1336-1374) est sauvagement exécuté en public, Xu Ben et Chen Ruyan sont tous deux condamnés à mort. Ailleurs, Zhao Yuan reçoit l'ordre de se suicider, Zhang Yu (1323-1385) est poussé à la noyade et Wang Meng torturé à mort en prison. L'effet de ces séries de persécutions politiques dépasse de loin l'intimidation psychologique à l'encontre des lettrés méridionaux.
Les conditions ne commencent à s'améliorer qu'au milieu du règne des Ming, quand la région ne représente plus une menace pour l'empereur.À l'issue de demande répétées de fonctionnaires locaux, la cour réduit les taxes imposées à Suzhou et ses environs, et un nombre croissant de candidats sont autorisés à se présenter aux examens de fonction publique, ce qui aide à relancer l'économie et à régénérer la vie culturelle. Les premiers peintres qui émergent à l'époque de cette ouverture sont Xie Jin (vers 1560), Liu Jue, Du Qiong (1396-1474) et Zhao Tonglu (1423-1503). Ils transmettent à Shen Zhou et Wen Zhengming la tradition lettrée des Yuan et fondent ainsi l'École de Wu.

## Musées
- Boston (Mus. of Fine Arts)
  - Chaînes de montagnes et eau, rouleau en longueur, signé et daté 1377, imitation.
- Pékin (Mus. du Palais):
  - Éclaircie après la neige sur la rivière, monté sur le même rouleau que la peinture de Huang Gongwang qui porte le même nom.
- Shanghai:
  -  Pavillon d'herbe dans la forêt d'automne, encre sur papier, rouleau en hauteur.
- Taipei (Nat. Palace Mus.):
  - Les montagnes du pays de Shu, daté 1371, encre sur papier, rouleau en hauteur, poème et colophon de Song Ke (1327-1387).
  - Deux arbres morts sur une rive, signé et daté 1395.
  - Le mont Lu, signé et daté 1397.
- Washington DC (Freer Gallery of Art):
  - Rivières et montagnes à perte de vue, signé et daté 1377, probablement plus tardif, rouleau en longueur.